# Galtonia (zwierzę)
Galtonia – mały gad z grupy archozaurów, który żył około 220 milionów lat temu w Ameryce Północnej. Jego szczątki odnaleziono w USA (stan Pensylwania).

## Dane podstawowe
Ważył około 7 kilogramów.
Galtonia miała rogowy dziób z gładkimi i równymi zębami. Miała ostre pazury w przednich kończynach. Poruszała się na dwóch nogach.

## Odkrycie
Odkryto tylko zęby, cztery czaszki i tułów tego gada. G. gibbidens odkryta przez Cope'a w 1878 roku, początkowo nosiła nazwę Thecodontosaurus gibbidens i była uważana za dinozaura ptasiomiednicznego. Później uznano ją za rodzaj – Galtonia (Huber, Lucas i Hunt 1994). W 2006 r. okazało się, że to zwierzę jest bardziej spokrewnione z nie należącym do dinozaurów gadem naczelnym – Revueltosaurus callenderi. Od tej pory galtonię zalicza się do wchodzącego w skład archozaurów kladu Crurotarsi (obejmującego krokodyle i archozaury bliżej spokrewnione z nimi niż z ptakami). Nesbitt, Irmis & Parker (2007) uznają wręcz galtonię za młodszy rodzaju Revueltosaurus.